# Kanurennsport-Europameisterschaften 1967
Die Kanurennsport-Europameisterschaften 1967 fanden in Duisburg in Deutschland statt. Es waren die 9. Europameisterschaften, Ausrichter war der Internationale Kanuverband.

## Ergebnisse
Insgesamt wurden Wettbewerbe in 16 Kategorien ausgetragen, davon drei für Frauen.

### Herren

#### Kanadier
| Disziplin | Disziplin | Gold                                   | Leistung     | Silber                                     | Leistung     | Bronze                                     | Leistung     |
| --------- | --------- | -------------------------------------- | ------------ | ------------------------------------------ | ------------ | ------------------------------------------ | ------------ |
| C1        | 1.000 m   | Detlef Lewe                            | 4:21,06 min  | Tamás Wichmann                             | 4:22,53 min  | Jiří Čtvrtečka                             | 4:22,87 min  |
| C1        | 10.000 m  | Andrei Igorov                          | 51:23,40 min | Rudolf Pěnkava                             | 51:36,60 min | Naum Procupeț                              | 51:50,40 min |
| C2        | 1.000 m   | UngarnTamás Wichmann Gyula Petrikovics | 4:00,55 min  | RumänienConstantin Manea Valentina Serghei | 4:01,84 min  | SowjetunionVasili Kaliaghin Walerij Drybas | 4:02,54 min  |
| C2        | 10.000 m  | RumänienPetre Maxim Aurel Simionov     | 46:42,65 min | SowjetunionVasili Kaliaghin Walerij Drybas | 46:48,71 min | SchwedenBernt Lindelöf Erik Zeidlitz       | 46:49,71 min |

#### Kajak
| Disziplin | Disziplin     | Gold                                                                            | Leistung     | Silber                                                                          | Leistung     | Bronze                                                                         | Leistung     |
| --------- | ------------- | ------------------------------------------------------------------------------- | ------------ | ------------------------------------------------------------------------------- | ------------ | ------------------------------------------------------------------------------ | ------------ |
| K1        | 500 Meter     | Aurel Vernescu                                                                  | 1:54,13 min  | Rolf Peterson                                                                   | 1:54,20 min  | Anatoli Tischtschenko                                                          | 1:54,62 min  |
| K1        | 1.000 Meter   | Oleksandr Schaparenko                                                           | 3:54,71 min  | Erik Hansen                                                                     | 3:55,81 min  | Mihály Hesz                                                                    | 3:56,13 min  |
| K1        | 10.000 Meter  | Konstantin Kostenko                                                             | 45:33,10 min | Wiktor Zarjow                                                                   | 45:35,80 min | Egil Søby                                                                      | 45:37,20 min |
| K1        | 4 × 500 Meter | RumänienAurel Vernescu Dimitrie Ivanov Mihai Țurcaș Andrei Conţolenco           | 7:36,08 min  | BR DeutschlandBernd Guse Hans Günther Heinz Büker Holger Zander                 | 7:33,70 min  | SowjetunionGeorgi Karjuchin Anatoli Tischtschenko Juri Kabanow Willy Baltinsch | 7:34,64 min  |
| K2        | 500 Meter     | SowjetunionWladimir Obraszow Georgi Karjuchin                                   | 1:42,80 min  | RumänienAurel Vernescu Atanasie Sciotnic                                        | 1:43,01 min  | RumänienCostel Cosnita Andrei Conţolenco                                       | 1:44,63 min  |
| K2        | 1.000 Meter   | RumänienAurel Vernescu Atanasie Sciotnic                                        | 3:33,71 min  | SchwedenLars Andersson Gunnar Utterberg                                         | 3:34,30 min  | UngarnCsaba Giczy István Timár                                                 | 3:34,37 min  |
| K2        | 10.000 Meter  | UngarnImre Kemecsey László Fábián                                               | 42:13,60 min | SchwedenLars Andersson Gunnar Utterberg                                         | 42:19,27 min | RumänienAntrop Varabiev Ion Terente                                            | 42:21,85 min |
| K4        | 1.000 Meter   | RumänienSerghei Covaliov Mihai Țurcaș Anton Calenic Ian Irimia                  | 3:16,38 min  | SowjetunionWolodymyr Morosow Anatoli Grischin Wjatscheslaw Ionow Waleri Didenko | 3:17,19 min  | SowjetunionJuri Kabanow Georgi Karjuchin Jurij Stezenko Mykola Tschuschykow    | 3:17,30 min  |
| K4        | 10.000 Meter  | SowjetunionWolodymyr Morosow Anatoli Grischin Wjatscheslaw Ionow Waleri Didenko | 36:45,51 min | RumänienCostel Cosnita Harali Ivanoviev Anton Calenic Ion Terente               | 36:48,10 min | ÖsterreichGünther Pfaff Gerhard Seibold Halmut Hediger Kurt Lindlberger        | 36:56,08 min |

### Frauen

#### Kajak
| Disziplin | Disziplin | Gold                                                                                 | Leistung    | Silber                                                               | Leistung    | Bronze                                                                          | Leistung    |
| --------- | --------- | ------------------------------------------------------------------------------------ | ----------- | -------------------------------------------------------------------- | ----------- | ------------------------------------------------------------------------------- | ----------- |
| K1        | 500 Meter | Ljudmila Pinajewa                                                                    | 2:09,43 min | Ivana Chalupova                                                      | 2:12,70 min | Antonina Seredina                                                               | 2:12,71 min |
| K2        | 500 Meter | SowjetunionLjudmila Pinajewa Antonina Seredina                                       | 1:54,00 min | RumänienViorica Dumitru Valentina Serghei                            | 1:54,80 min | BR DeutschlandElke Felten Roswitha Esser                                        | 1:54,82 min |
| K4        | 500 Meter | SowjetunionLjudmila Pinajewa Antonina Seredina Marija Schubina Nadeschda Lewtschenko | 1:43,91 min | BR DeutschlandElke Felten Roswitha Esser Sigrid Ritter Renate Breuer | 1:46,29 min | SowjetunionMaria Ivanova Adelaida Mischetschkina Galina Kirjarova Natalia Boiko | 1:46,78 min |

## Medaillenspiegel
| Platz  | Land             | Gold | Silber | Bronze | Gesamt |
| ------ | ---------------- | ---- | ------ | ------ | ------ |
| 1      | Sowjetunion      | 7    | 3      | 7      | 17     |
| 2      | Rumänien         | 6    | 4      | 2      | 12     |
| 3      | Ungarn           | 2    | 1      | 2      | 5      |
| 4      | BR Deutschland   | 1    | 2      | 1      | 4      |
| 5      | Schweden         | 0    | 3      | 1      | 4      |
| 6      | Tschechoslowakei | 0    | 2      | 1      | 3      |
| 7      | Dänemark         | 0    | 1      | 0      | 1      |
| 8      | Norwegen         | 0    | 0      | 1      | 1      |
| 8      | Österreich       | 0    | 0      | 1      | 1      |
| Gesamt |                  | 16   | 16     | 16     | 48     |